# Václav Vomela
Václav Vomela (2. února 1888 – ???) byl československý politik a meziválečný poslanec Národního shromáždění za Republikánskou stranu zemědělského a malorolnického lidu (agrárníky).

## Biografie
Profesí byl podle údajů k roku 1928 poštmistrem a starostou v Opočnici.
Po parlamentních volbách v roce 1925 byl zvolen poslancem Národního shromáždění. Mandát ale získal až dodatečně v roce 1928 jako náhradník poté, co zemřel poslanec Václav Doležal.